# Claire Holt

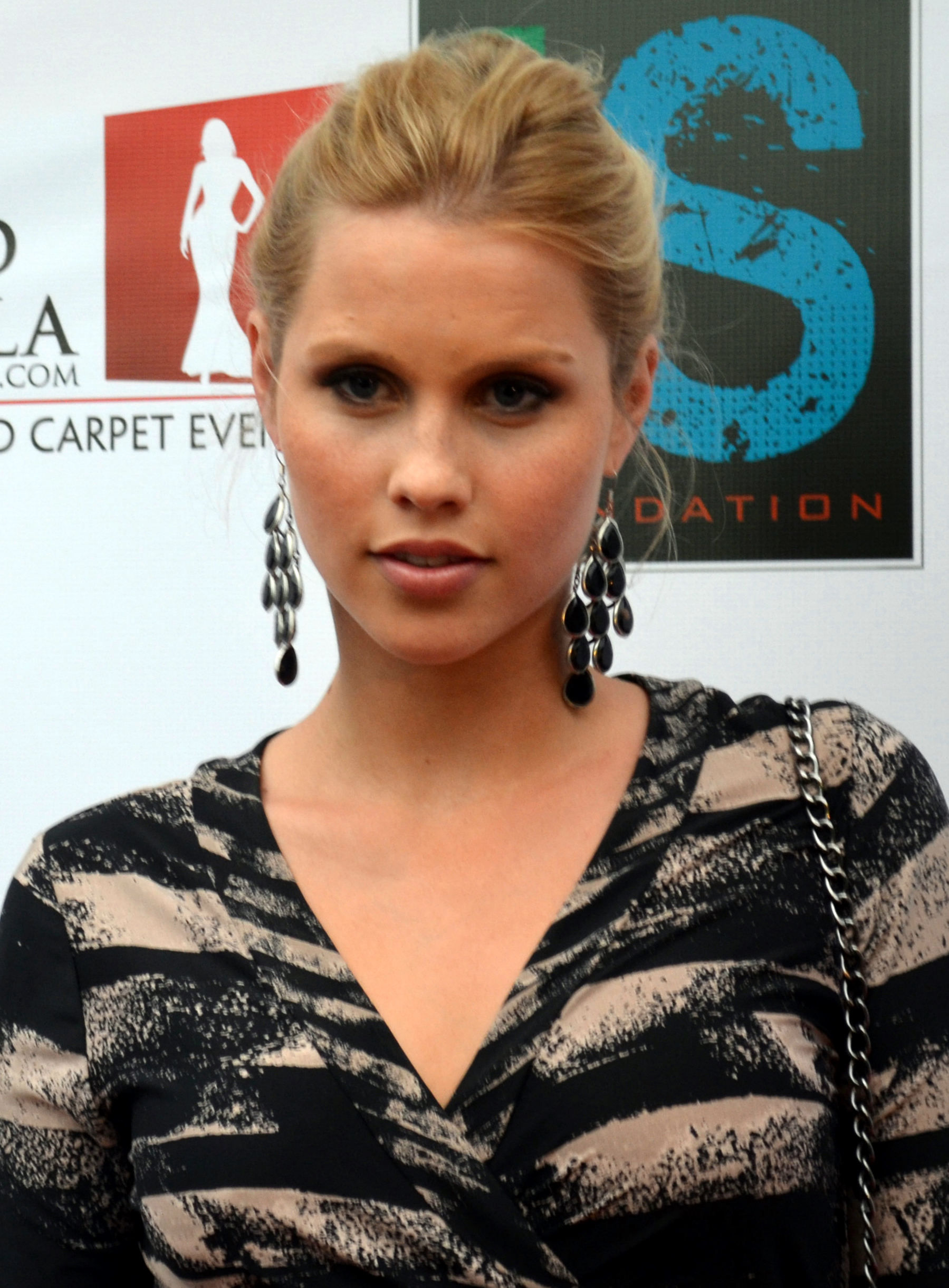
Claire Holt w 2012 roku

Claire Rhiannon Holt (ur. 11 czerwca 1988 w Brisbane) – australijska aktorka filmowa i telewizyjna. Grała m.in. Emmę Gilbert w serialu H2O – wystarczy kropla i Rebekah Mikaelson w serialach Pamiętniki wampirów oraz The Originals.
Wraz z Phoebe Tonkin i Caribą Heine została nominowana do Nickelodeon UK Kids Choice Awards 2007.

## Kariera
Oprócz udziału w rolach filmowych i telewizyjnych, Claire pojawiła się również w reklamach Dreamworld, Sizzlers i Queensland Lifesaving. W roku 2006 wygrała casting do roli Emmy Gilbert w serialu telewizyjnym dla młodzieży H2O – wystarczy kropla. Serial ten okazał się międzynarodowym sukcesem i otrzymał Logie Award oraz Nickelodeon Australia Kids’ Choice Award. Nie wystąpiła jednak w trzecim sezonie serialu ze względu na pracę nad filmem Posłańcy 2: Na przeklętej ziemi. Aktorkę w serialu zastąpiła Indiana Evans.
W 2008 Claire podpisała kontrakt na kontynuację horroru Posłańcy – Posłańcy 2: Na przeklętej ziemi. Film nakręcono w 2008 roku w Sofii. Claire wystąpiła tam obok Normana Reedusa i Heathera Stephensena.
Grała również w serialach Pamiętniki wampirów i The Originals jako Rebekah Mikaelson.

## Życie prywatne
W 2015 ogłosiła zaręczyny z Mattem Kaplanem, producentem TV. Wzięli ślub w kwietniu 2016. 27 kwietnia 2017 Kaplan wystąpił o rozwód, powołując się na różnice nie do pogodzenia. 2 maja 2017 aktorka złożyła dokument o przywrócenie panieńskiego nazwiska. 3 grudnia 2017 ogłosiła zaręczyny z Andrew Joblonem, za którego wyszła 18 sierpnia 2018. 28 marca 2019 urodził im się syn James Holt Joblon, 9 września 2020 córka Elle Holt Joblon, a 10 listopada 2023 syn Ford Joblon.

## Filmografia
| Lata      | Tytuł                             | Rola              |
| --------- | --------------------------------- | ----------------- |
| 2006–2008 | H2O – wystarczy kropla            | Emma Gilbert      |
| 2009      | Posłańcy 2: Na przeklętej ziemi   | Lindsey Rollins   |
| 2011      | Wredne dziewczyny 2               | Chastity Meyer    |
| 2011      | Słodkie kłamstewka                | Samara Cook       |
| 2011–2014 | Pamiętniki wampirów               | Rebekah Mikaelson |
| 2012      | Blue Like Jazz                    | Penny             |
| 2013–2018 | The Originals                     | Rebekah Mikaelson |
| 2015–2016 | Era Wodnika                       | Charmain Tully    |
| 2017      | Podwodna pułapka (47 Meters Down) | Kate              |
| 2017      | Doomsday                          | Kayla             |
| 2019      | The Divorce Party                 | Susan             |
| 2019      | A Violent Separation              | Abbey Campbell    |
| 2021      | Untitled Horror Movie             | Kelly             |
| 2021–2022 | Wampiry: Dziedzictwo (Legacies)   | Rebekah Mikaelson |